# Kemenes Kempf József
Kemenes Kempf József (Kocs, 1854. január 18. – Szend, 1922. március 22.) főgimnáziumi tanár-igazgató, klasszika-filológus, műfordító.

## Élete
Tanulmányait Tatán, majd Győrött folytatta. Teológiát végzett, majd 1881-ben görög-latin szakos tanári oklevelet szerzett a Budapesti Tudományegyetemen. A budapesti VII. kerületi főgimnáziumban tanított klasszika-filológiát.
Jeles műfordító volt. Lefordította és bevezetéssel látta el Xenophónnak Szókratészről szóló emlékiratait, Homérosz Iliaszát és Odüsszeiáját, Euripidész és Szophoklész műveit. Számos cikke, értekezése, ifjúsági műve jelent meg.

## Művei

### Folyóiratcikkek
Cikkei a László Mihály gymnasiumának Értesítőjében (1885. A jóslás a régi görögöknél, 1887. A jóslás a régi rómaiaknál, ism. Egy Philol. Közlöny 1888.); a Hölgyek Naptárában (1886. A nők a régi görögöknél); a budapesti V. ker. kir. kath. főgymnasium Értesítőjében (1886. Lykurgos szónok élete és Leokrates elleni beszéde, ism. Egy. Philol. Közlöny 1888.); a M. Ifjúságban (1888. A békaegérharcz, alexandrinusokban); a budapesti VII. ker. főgymnasium Értesítőjében (1893. Felavatás, költ.); az Egyetemes Philologiai Közlönyben(XIX. 1894. könyvism.). Ezeken kívül több cikk és költemény a hirlapokban és folyóiratokban.

### Önállóan megjelent művei
- Latin olvasókönyv a gymnasium I-IV. oszt. számára. Budapest, 1894. (Dávid Istvánnal együtt.)
- A trójai háború. Az ifjúság számára irta –. (8-r. 108 l.) Budapest, 1896. Lampel Róbert.
- Odysseus kalandozásai. Az ifjúság számára irta –. (8-r. 125 l.) Budapest, 1898. Lampel Róbert.
- Latin-magyar szótár. (12-r. 8, 282 és 2 l.) Budapest, 1900. Singer és Wolfner.
- Stílusgyakorlatok Julius Caesarhoz. Curtius Rufushoz és Ovidius Nasohoz. A gimnázium IV. o. számára. Összeállította Kempf József, Csengeri János dr. és Cserép József dr. (108 l.) Budapest, 1904

### Fordítások

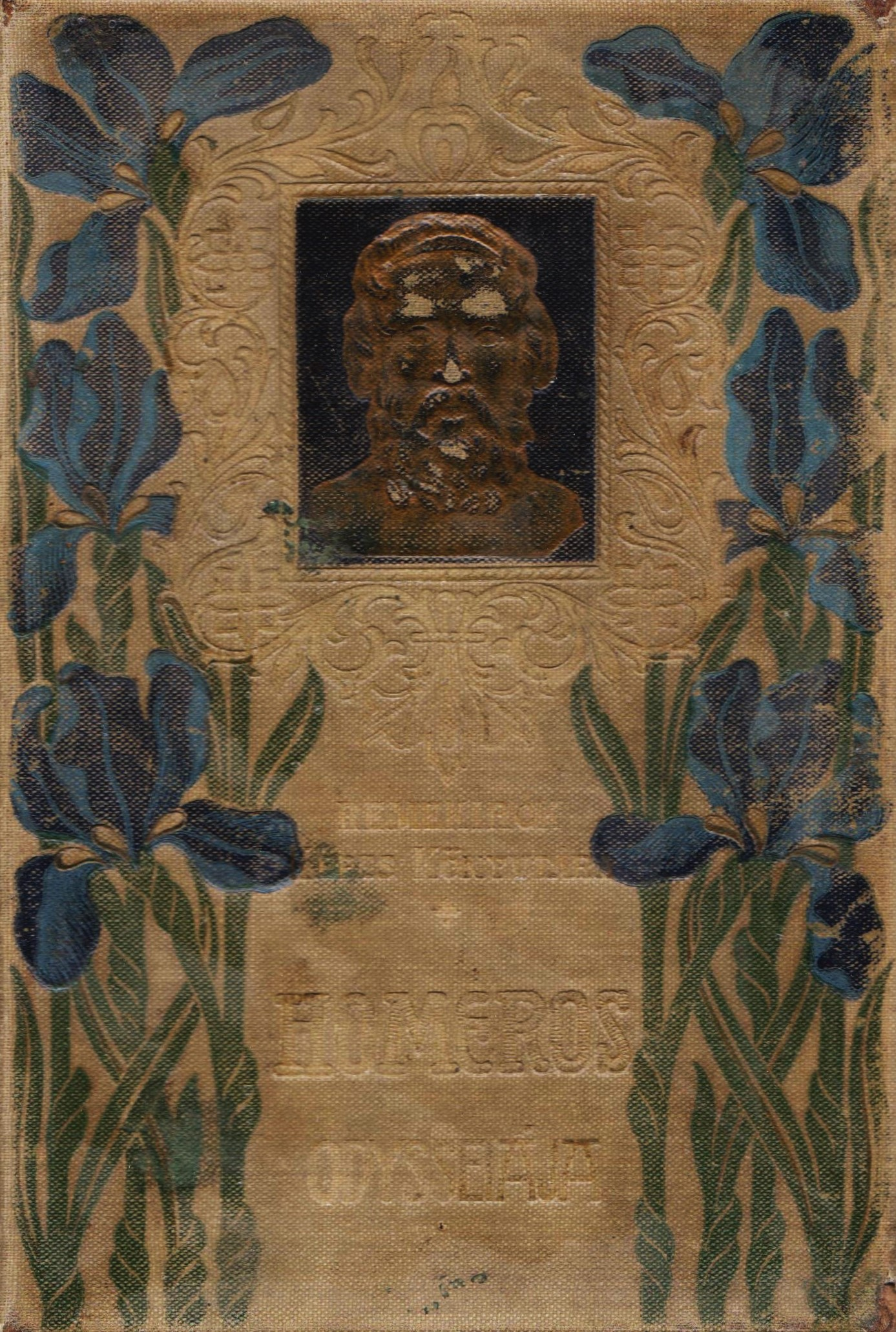
Homeros Odysseiája Kemenes Kempf József fordításában (Remekírók Képes Könyvtára)

- Homeros Iliása. Ford. és magy. Kempf József. 1. füzet. (1–64 l.) Budapest, 1884. (Tanulók könyvtára)
- Homeros Iliása. Ford. és magy. Kempf József. 2. füzet. (65–128 l.) Budapest, 1885. (Tanulók könyvtára)
- Xenophon. Emlékiratok Sokratesről. Görögből fordította és bevezetéssel ellátta Kempf József. 1. füzet. (XVI és 1–80 l.) Budapest, 1886.
- Tacitus évkönyvei. Fordította Kempf József. 2. füzet. (97–192 l.) Budapest, 1887.
- Sallustius Crispus de conjuratione Catilinae et de bello Jugurthino, ed. Holub, Átdolgozta, Budapest, 1888.
- Cicero leveleiből Pozsony, 1890. Két füzet.
- Homeros Iliasa, ford. és magyarázó jegyzetekkel. Pozsony, 1893. Négy füzet.
- Homeros Iliasa, az eredeti versmértékben ford., bevezetéssel és jegyzetekkel. Budapest, 1893. (Középiskolai Könyvek Tára VI.)
- Homeros Odysseiája ford. eredeti versmértékben. Budapest, Négy képpel. (Középiskolai Könyvek Tára VII. Ism. M. Állam 72. szám)
- Euripides, Iphigenia Taurisban, ford., bevezetéssel és jegyzetekkel. Budapest, 1895. (Jeles Írók Iskolai Tára XLIX.)
- Szemelvények az Odysseiából, magyarázó jegyzetekkel és bevezetéssel. Budapest, 1897. (Jeles Írók Iskolai Tára LIII.)
- Croiset M. A görög eposz története. A 2. átnézett és bővitett kiadás után forditotta Kempf József. 2 kötet. (8-r. XLVIII és 362, 429 l.) Budapest, 1897–1898.
- Szemelvények az Iliásból. Magyarázó jegyzetekkel ellátta Kempf József. (316, III l.) Budapest, 1899. (Jeles Írók Iskolai Tára LIX.)
- Sophokles. Antigone. Forditotta, bevezetéssel és jegyzetekkel ellátta Kemenes (Kempf) József. (158 l.), Budapest, é. n. [1900 k.] (Magyar Könyvtár)
- Homérosz Iliasa. Az eredeti versmértékben fordította Kemenes (Kempf) József. Képekkel. (8-r. XV, 452 l.), Budapest, é. n. [1905 k.] (Remekírók Képes Könyvtára)
- Homeros Odysseiája. Az eredeti versmértékben ford. Kemenes (Kempf) József. (366 l.), Budapest, é. n. [1905 k.] (Remekírók Képes Könyvtára)
- Homeros Odysseája. Ford.: Kemenes (Kempf) József. 391, 1 l., Budapest, é. n. [1910 k.] (Magyar Könyvtár)

## Külső hivatkozások
- A Madách Imre Gimnázium Barcsay Baráti Körének portálja Archiválva 2007. október 30-i dátummal a Wayback Machine-ben
- Magyar Krónika